# آلة تقليم الأشجار

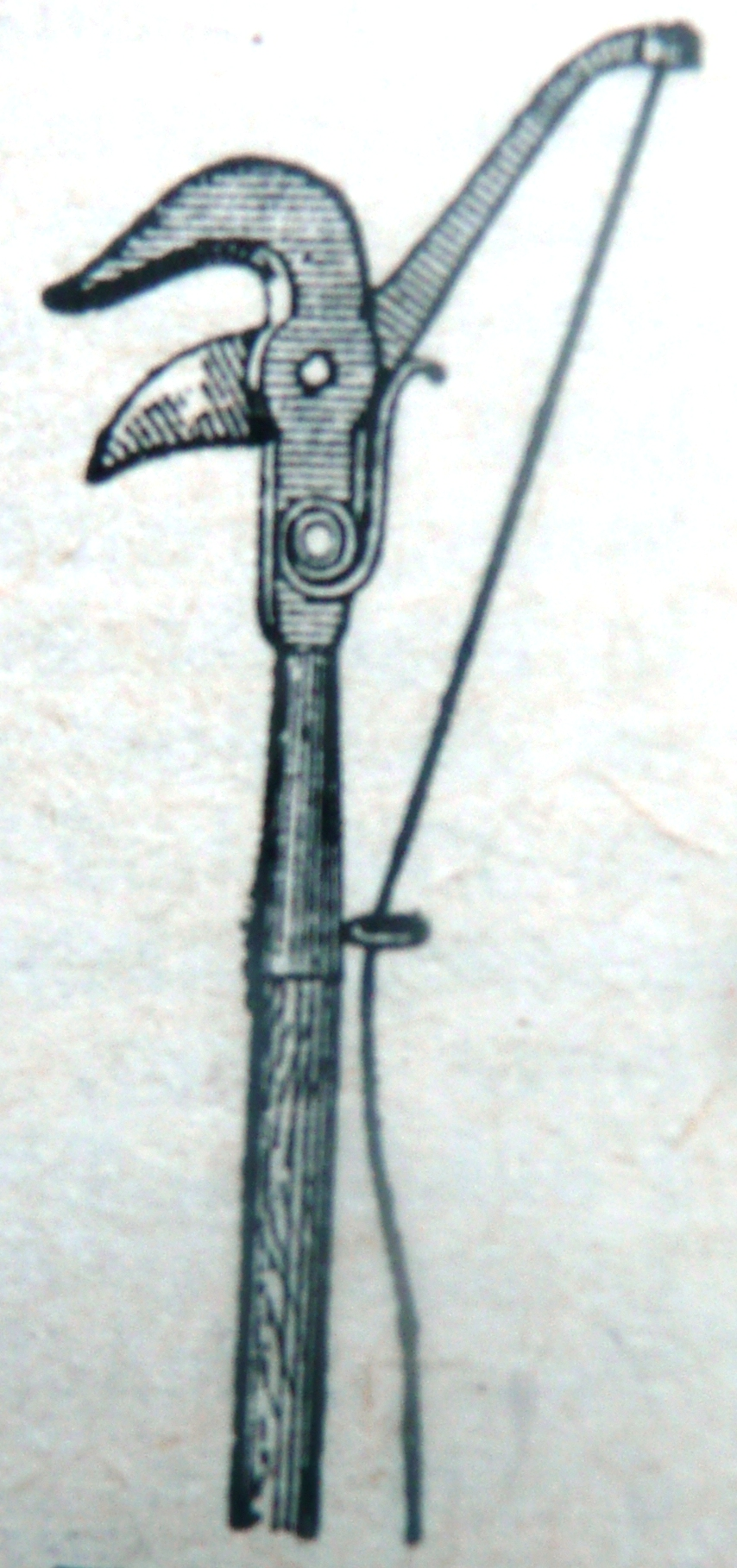

آلة تقليم الأشجار أداة شبيهة بصنارة السمك، تستخدم في تقليم الأشجار المرتفعة كأشجار العريش والأشجار المتسلقة، مثبتة في نهاية أحد الأعمدة ويتم تشغيلها بواسطة سلك. تستخدم لتقليم الأغصان العالية دون استخدام السلالم.